# Filinto de Almeida
Francisco Filinto de Almeida (Porto, 4 de dezembro de 1857 — Rio de Janeiro, 28 de janeiro de 1945) foi um poeta e dramaturgo luso-brasileiro.
Encontra-se colaboração da sua autoria nas revistas Branco e Negro (1896-1898) e Serões (1901-1911). Viveu e morreu no Rio de Janeiro. Foi membro da Academia Brasileira de Letras.

## Obras
- Um idioma (entreato cômico - 1876)
- Os mosquitos (monólogo em verso - 1887)
- Lírica (volume de poesia - 1887)
- O Defunto (comédia teatral em um ato - 1894)
- O Gran Galeoto (drama em verso, traduzido em colaboração com Valentim Magalhães - 1896)
- O beijo (comédia em 1 ato, em verso - 1907)
- Cantos e cantigas (poesia - 1915)
- Camoniana (sonetos - 1945)
- Colunas da noite (crônicas - 1945)
- Harmonias da noite velha (sonetos - 1946)
- A casa verde (romance em colaboração com Júlia Lopes de Almeida, publicado em folhetins do Jornal do Commercio de 18 de dezembro de 1898 a 16 de março de 1899)

## Academia Brasileira de Letras

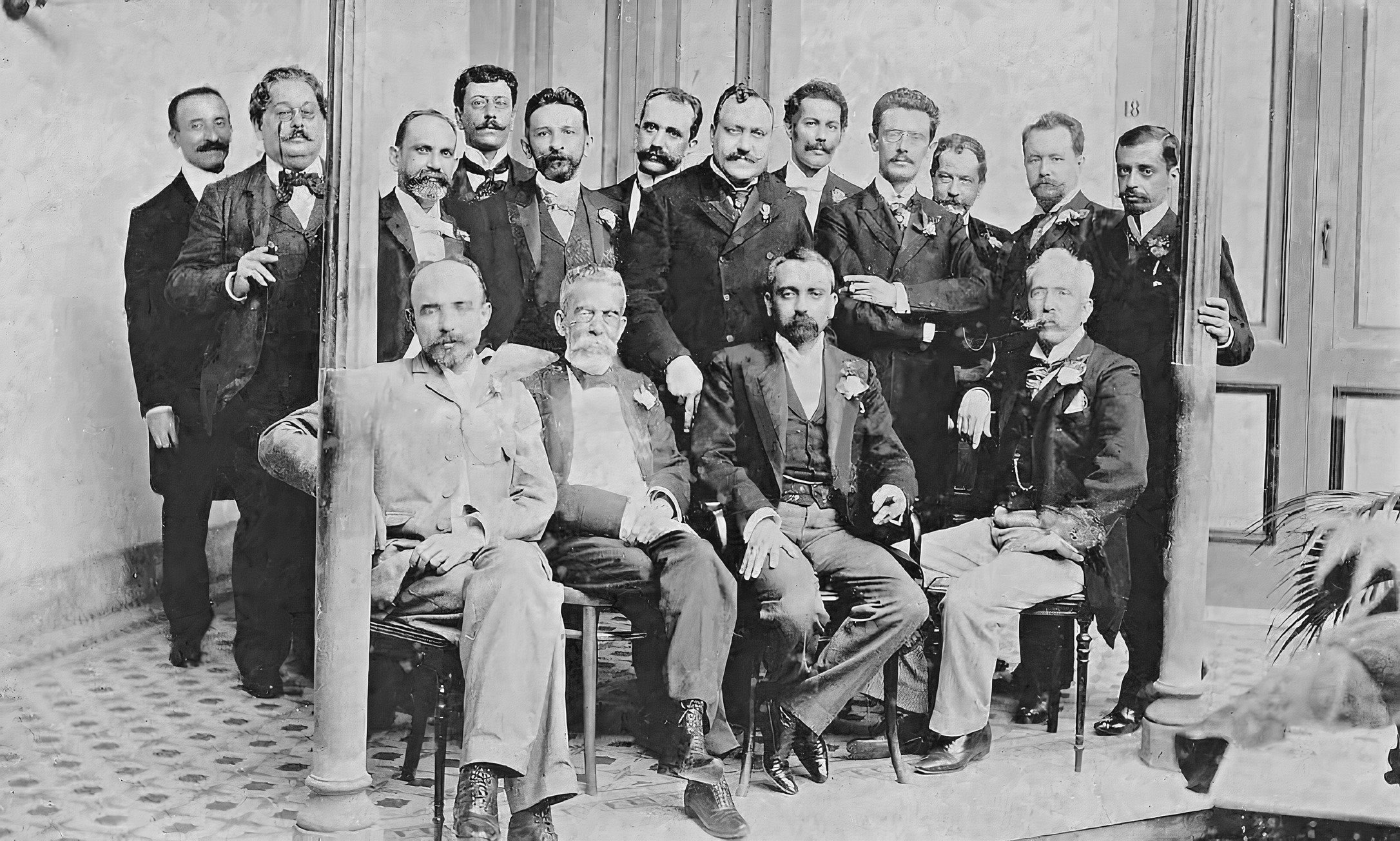
Em pé: Rodolfo Amoedo, Artur Azevedo, Inglês de Sousa, Olavo Bilac, José Veríssimo, Sousa Bandeira, Filinto de Almeida, Guimarães Passos, Valentim Magalhães, Rodolfo Bernadelli, Rodrigo Octavio e Heitor Peixoto. Sentados: João Ribeiro, Machado de Assis, Lúcio de Mendonça e Silva Ramos.

Foi um dos fundadores da Academia Brasileira de Letras. Ocupou a cadeira 3, cujo patrono é Artur de Oliveira, de quem foi amigo. Foi sucedido por Roberto Simonsen.